# Robert Auer (Maler)
Robert Eugen Leopold Auer (* 27. November 1873 in Agram, Österreich-Ungarn; † 8. März 1952 in Zagreb, Föderative Volksrepublik Jugoslawien) war ein kroatischer Maler.

## Leben
Er wurde als Sohn des Papier- und Buchhändlers Robert Ferdinand Auer und dessen Ehefrau Amalie geborene von Hribar in der kroatischen Hauptstadt Zagreb (damals Agram) geboren. Seine Vorfahren waren deutscher Herkunft, stammten aus dem Königreich Bayern und sollen nach eigenen Angaben die Grafen Auer von Auerochs gewesen sein. Mütterlicherseits stammte Robert Auer von einem Adelsgeschlecht aus Krain.

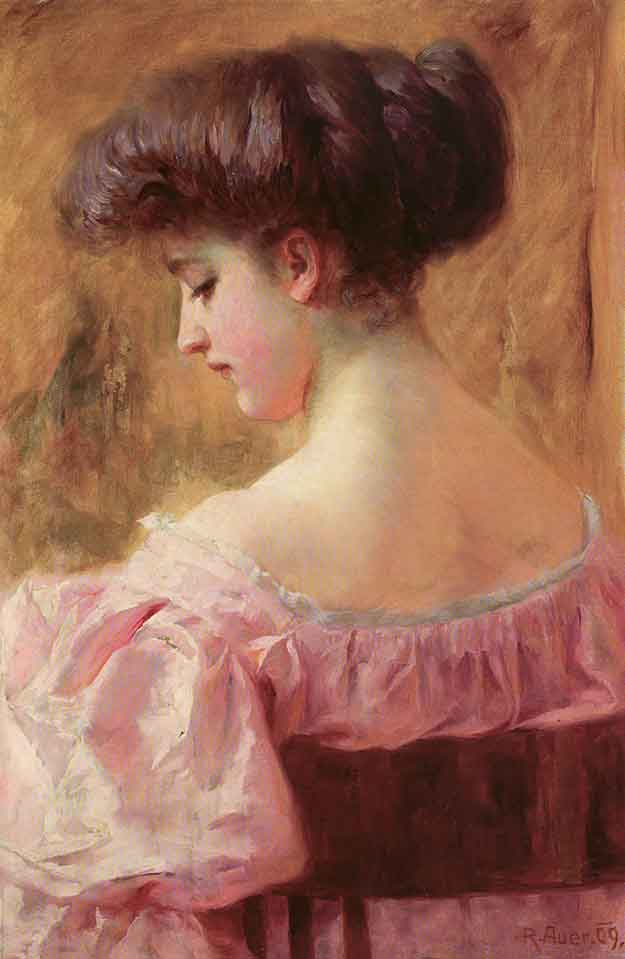

Nach der Schulausbildung sollte Robert Auer auf Wunsch seines Vaters Kaufmann werden und wurde deshalb an die Handelsakademie geschickt. Schon bald wurde aber sein künstlerisches Talent entdeckt und er wechselte daraufhin zunächst die Kunstgewerbeschule und dann an die Akademie in Wien und ging dann an die Künstlerakademien in München und Paris. Nachdem Robert Auer zwei Jahre in New York gelebt hatte, kehrte er nach Zagreb zurück, wo seine Ernennung zum Professor an der Kunst- und Kunstgewerbeschule erfolgte. 1918 wurde er wegen Deutschfreundlichkeit vorzeitig pensioniert.
Robert Auer war ordentliches Mitglied der Künstlergenossenschaft in Zagreb und ordentliches Mitglied des Südslawischen Künstlerbundes "Lada".
Neben figuralen Kompositionen und Porträts schuf Robert Auer auch Malereien von Landschaften.
2010 fand in Zagreb in der Galerie Klovićevi Dvori 2010 eine Retrospektive von über hundert Gemälden von Robert Auer statt, die sich teilweise im musealen Besitz, aber auch viel in Privathand befinden.

## Familie
Er heiratete am 11. Oktober 1897 Leopoldine Schmidt aus Wien, mit der er drei Kinder hatte.